# Hadronyche meridiana
Hadronyche meridiana är en spindelart som beskrevs av Henry Roughton Hogg 1902. Hadronyche meridiana ingår i släktet Hadronyche och familjen Hexathelidae.
Artens utbredningsområde är Victoria, Australien. Inga underarter finns listade i Catalogue of Life.